# Schuldenruf
Mit dem  Schuldenruf fordert ein Schuldner nach schweizerischem Recht seine Gläubiger auf, ihre (fälligen und nicht fälligen sowie auch bedingten) Forderungen bei einer bestimmten Stelle (also bei ihm selbst oder bei einer von ihm bezeichneten Anmeldestelle; im Falle eines Konkurses beim Konkursamt) anzumelden.
Der Schuldenruf erfolgt, je nach einschlägiger Rechtsnorm (welche wiederum abhängig ist vom Grund, aus welchem der Schuldenruf ergeht), im Handelsamtsblatt ("SHAB"), durch Schreiben an die (dem Schuldner bekannten) Gläubiger und/oder durch die Publikation in einer Tageszeitung (jedenfalls wenn dies in den Statuten so verlangt ist).
Mit dem amtlich publizierten Schuldenruf soll festgehalten werden, welche Schulden gegenüber einem Gläubiger vorhanden sind. Der Schuldenruf wird im Konkurs (Art. 232 SchKG) oder beim Nachlassverfahren (Art. 300 SchKG) vorgenommen, aber auch im Falle einer beabsichtigten Herabsetzung des Aktienkapitals durch eine Aktiengesellschaft. Im Zivilrecht findet der Schuldenruf im Falle einer Erbschaft, die unter "öffentlichem Inventar" angenommen wird (Art. 582 ZGB), Anwendung.